# Пирот
 Тази статия е за града в Сърбия.  За селото в Странджа вижте Пирот (село).  
Пѝрот (на сръбски: Пирот или Pirot) е град в Югоизточна Сърбия, център на Пиротски окръг. Разположен е на река Нишава, а населението му е 34 942 души (2023). Градът е традиционно известен с производството на килими.

## История
Първото споменаване на Пирот е от ІІ век, когато на мястото на днешния град е изградена римската станция Turres или Mutatio Turres. През ІХ век районът е включен в състава на българската държава и споделя нейната съдба до падането ѝ под византийско и османско владичество. От ХІV век е съхранената до днес крепост Момчилов град – средновековен замък с много близка архитектура до крепостта Баба Вида, който местната легенда свързва с българския войвода Момчил юнак, станал по-късно независим български владетел в Беломорието и Родопите. През ХV век, след падането на Търновското царство, за кратко е отбелязано сръбско проникване в тази част на Понишавието. В близост до града са запазени образци на средновековната българска архитектура – църквата „Света Петка“ (ХІІІ век) и други.
През ХV – ХVІІ век Пирот (на турски: Шехиркьой) е център на вилает. Името Пирот означава „селище с кула“ и е пряк превод на българското Пирот, което произлиза от Пиргот – кулата. През ХVІ – ХVІІ в. още са личели останки от кули край града.

През 1862 година в града е основана първата българска земеделска взаимоспомагателна каса. По време на Възраждането градът е сред центровете на българската църковно-просветна борба. При основаването на Българската екзархия градът е център на Нишавската епархия, която включва казите Пирот и Трън. Феликс Каниц, който посещава града в началото на 1870-те години, пише за пиротчани: 
| „ | Тогава и не подозираха, че шест години по-късно ще дойде краят на често проклинаното турско владичество, а още по-малко, тъй като винаги са се чувствали българи, че ще принадлежат на Княжество Сърбия. | “ |

През декември 1877 година, по време на Втората сръбско-турска война (1877 – 1878) Пирот е окупиран от сръбски войски. Въпреки клаузите на Санстефанския договор, според който Пирот е включен в състава на Българското княжество, сръбските войски остават в града, което довежда до конфликт с местните българи, водени от митрополит Евстатий Пелагонийски. С Берлинския договор от 1878 година Пирот е предаден на Сърбия. Значителна част от населението му се изселва в съседния останал в България Цариброд.
По време на Сръбско-българската война (1885) след разбиването на сърбите при Сливница, на 15 ноември българските войски навлизат победоносно в Пирот.
По време на Балканската война двама пиротчани се включват като доброволци в Македоно-одринското опълчение.
По време на Първата световна война градът е под български контрол от 15 октомври 1915 г. до края на войната (1918). Край града са погребани 478 български войници и офицери от Първата световна война. След разгрома на Югославия през април 1941 година от Германия градът е предаден за администриране на България. От 1942 година в Пирот излиза вестник „Български запад“.

## Музеи
- Музей на Понишавието с етнографски комплекс,
- Средновековна крепост Момчилов град или Пиротски град, наричана и Кале (XIV век).

## Други
На Пирот е наречена улица „Пиротска“ в София (Карта).

## Личности
- Известни пиротчани.

## Побратимени градове
- Монтана, България